# Накагава (Тотиги)
Накагава (яп. 那珂川町 Накагава-мати) — посёлок в Японии, находящийся в уезде Насу префектуры Тотиги. Площадь посёлка составляет 192,84 км², население — 17 984 человека (1 июля 2014), плотность населения — 93,26 чел./км².

## Географическое положение
Посёлок расположен на острове Хонсю в префектуре Тотиги региона Канто. С ним граничат города Отавара, Сакура, Насукарасуяма, Хитатиомия и посёлок Дайго.

## Население
Население посёлка составляет 17 984 человека (1 июля 2014), а плотность — 93,26 чел./км². Изменение численности населения с 1980 по 2005 годы:
| 1980 | 22 704 чел. |  |
| 1985 | 22 671 чел. |  |
| 1990 | 22 383 чел. |  |
| 1995 | 21 774 чел. |  |
| 2000 | 20 999 чел. |  |
| 2005 | 19 865 чел. |  |

## Символика
Деревом посёлка считается сосна, цветком — Erythronium japonicum, птицей — Cettia diphone.